# St. Matthäus (Kothen)

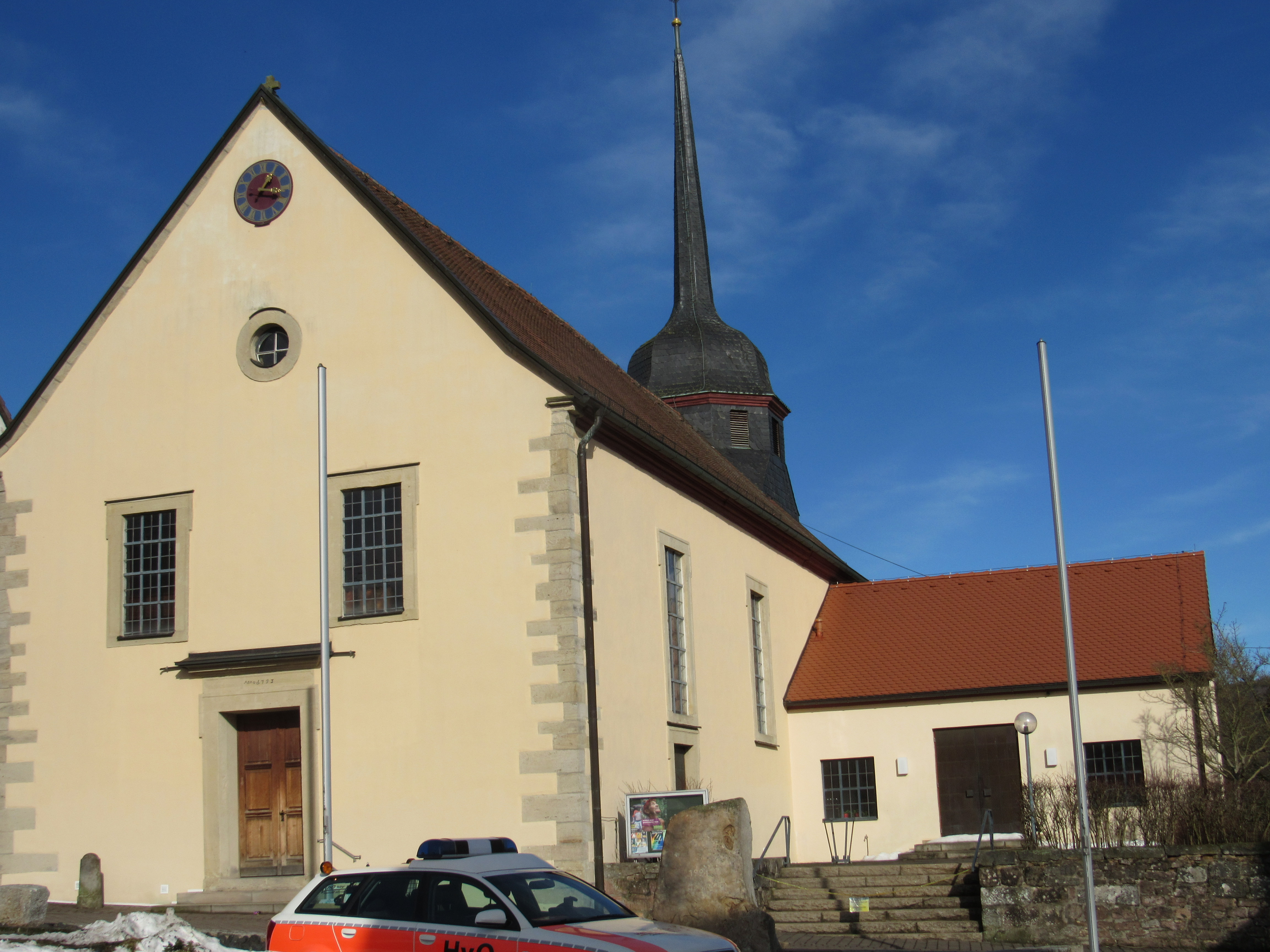
Die Kirche in Kothen

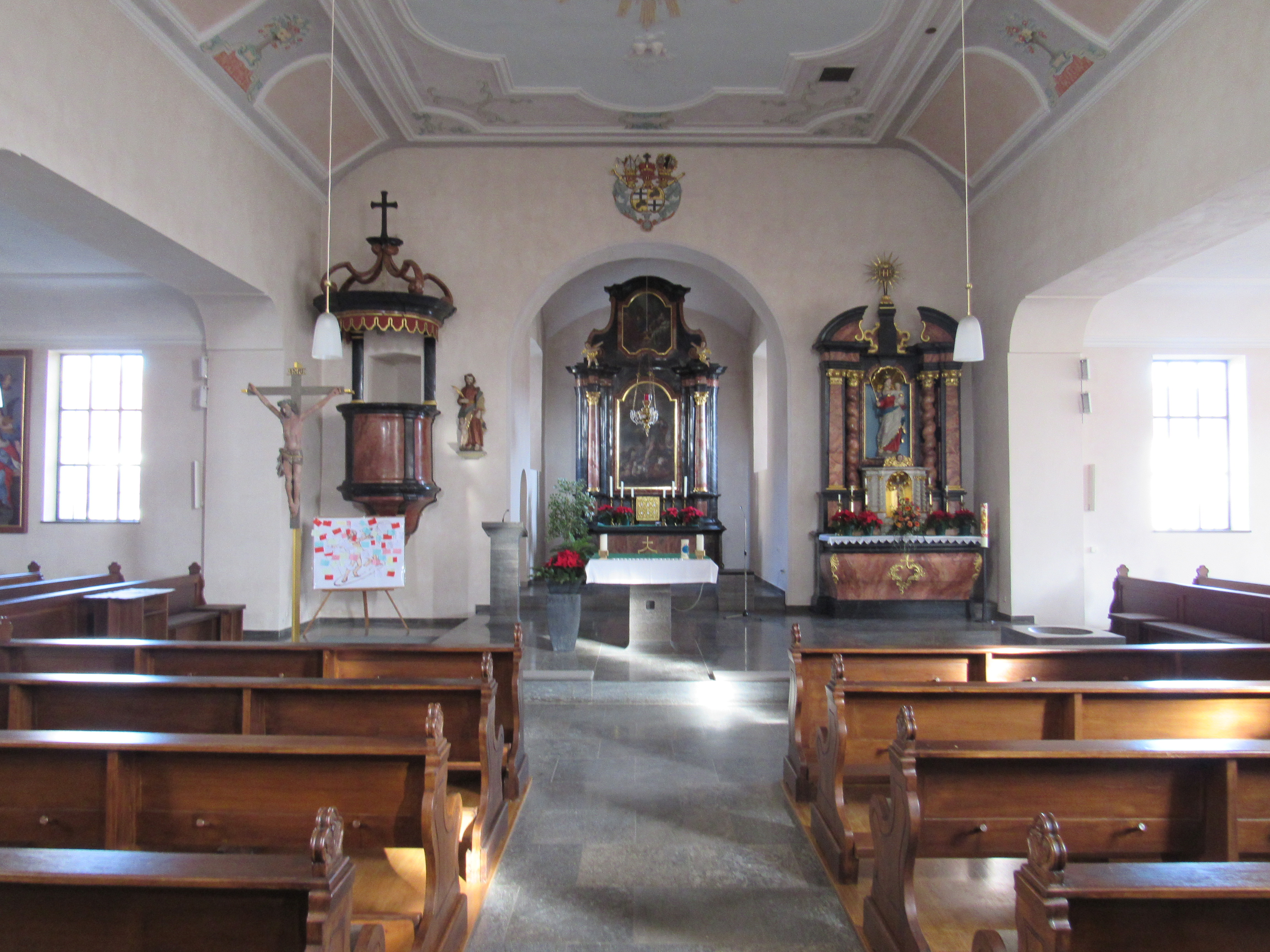
Innenraum der Kirche

Die römisch-katholische Pfarrkirche St. Matthäus ist die Dorfkirche von Kothen, einem Ortsteil von Motten im unterfränkischen Landkreis Bad Kissingen. Sie gehört zu den Baudenkmälern von Motten und ist zusammen mit dem Kriegerdenkmal für die Gefallenen der beiden Weltkriege unter der Nummer D-6-72-134-11 in der Bayerischen Denkmalliste registriert. Kothen ist wie Motten, Bad Brückenau, Römershag, Volkers, Wernarz mit Staatsbad, Eckarts, Rupboden und Zeitlofs Teil der Pfarreiengemeinschaft St. Georg Bad Brückenau – Maria Ehrenberg.

## Geschichte
Kothen gehörte zur Urpfarrei Oberleichtersbach. Im Mittelalter muss schon eine Kirche in Kothen bestanden haben, da der Kirchturm zu dieser Zeit entstand. Der Unterbau des Turmes weist auf das 15. bis 16. Jahrhundert hin. Zwischen 1550 und 1556 schied Kothen als Filiale von Motten aus der Urpfarrei aus. Die heutige Kirche wurde 1753 unter dem Fuldaer Fürstabt Amand von Buseck erbaut, wovon das Wappen über dem Altarraum zeugt. Der Altar war bis zur Liturgiereform des zweiten vatikanischen Konzils im Erdgeschoss des alten Chorturms.
Im Jahr 1954 erhob der Würzburger Bischof Julius Döpfner Kothen zur eigenständigen Pfarrei mit der Filiale Speicherz. Das Langhaus wurde im Jahr 1753 erbaut und im Jahr 1922 unter Versetzung des Kirchturms nach Osten erweitert. Der Anbau des Querhauses erfolgte 1973.

## Beschreibung
Der Kirchturm steht als Chorturm im Osten. Er besitzt ein Zwiebeldach, das in einer langen Spitze ausläuft. Der Chor im Untergeschoss hat ein seichtes Tonnengewölbe. Das Langhaus mit muldenförmiger Decke ist um zwei Querhausarme erweitert.

## Ausstattung
Die Ausstattung der Kirche entstand im 18. Jahrhundert. Das Altarblatt und der Auszug des Hochaltars stellen den heiligen Wendelin und die heiligen Siebenschläfer dar. Beide sind Werke des Malers Johann Andreas Herrlein. Der nur rechts vorhandene Seitenaltar ist mit einer Figur der Muttergottes ausgestattet. Die Kanzel nimmt links den Platz eines Seitenaltars ein. Die Orgel ist auf der westlichen Empore aufgestellt.

## Orgel
Die auf der westlichen Empore aufgestellte Orgel stammt vermutlich aus der Erbauungszeit der Kirche (1753) und verfügt über folgende Disposition (Erbauer unbekannt):
| Manual C, D–c3 |            |       |
| 1.             | Prinzipal  | 4′    |
| 2.             | Gedackt    | 8′    |
| 3.             | Salicional | 8′    |
| 4.             | Gamba      | 8′    |
| 5.             | Quint      | 2 ⁄3′ |
| 6.             | Gedackt    | 4′    |
| 7.             | Octav      | 2′    |
| 8.             | Mixtur III | 1′    |
| 9.             | Spitzflöte | 4'    |

| Pedal C–d1 |           |                       |
|            | Subbaß    | 16′                   |
|            | Octavbaß  | 8′                    |
|            | Holzoctav | 4′ (1979 hinzugefügt) |